# Conflictul din Mali
Din ianuarie 2012, mai multe grupuri de insurgenți duc o campanie de luptă împotriva guvernului din Mali pentru independența și autonomia zonei din nordul Maliului cunoscută ca Azawad. Mișcarea Națională de pentru Eliberarea Azawadului, o organizație care luptă pentru a declara independența Azawadului pentru tuaregi, a preluat controlul asupra regiunii prin aprilie 2012.
Pe 22 martie 2012, președintele Amadou Toumani Touré a fost îndepărtat de la putere printr-o lovitură de stat din cauza felului cum a gestionat criza, cu o lună înainte de alegerile prezidențiale programate pentru 2012. Soldații răzvrătiți, intitulându-se Comitetul Național pentru Restaurarea Democrației și Statului (CNRDR), au preluat controlul și au suspendat constituția țării. Ca o consecință a instabilității care a urmat loviturii de stat, cele mai mari trei orașe din nordul Mali, Kidal, Gao și Tombouctou, au fost cucerite de rebeli în trei zile consecutive. Pe 5 aprilie 2012, după ocuparea localității Douentza, MNLA a anunțat că și-a atins toate obiectivele din Mali și că și-a oprit ofensiva. În ziua următoare a fost proclamată independența Azawadului față de Mali. In prezent, conflictul continua prin sprijinul insurgenților de către gruparea paramilitară Wagner.

## Încălcări ale drepturile omului
În urma mai multor raportări de abuz ale drepturilor omului venite din partea ambilor beligerați, procurorul Curții Penale Internaționale a deschis un dosar de investigare a crimelor de război din Mali pe 16 ianuarie 2013. Acest caz este cea mai rapidă anchetă CPI a început după o intervenție militară străină.